# Campionat de Catalunya d'atletisme - Llançament de pes
El llançament de pes és una prova del Campionat de Catalunya d'atletisme que es realitza des del 1916 en categoria masculina i des del 1931 en categoria femenina.

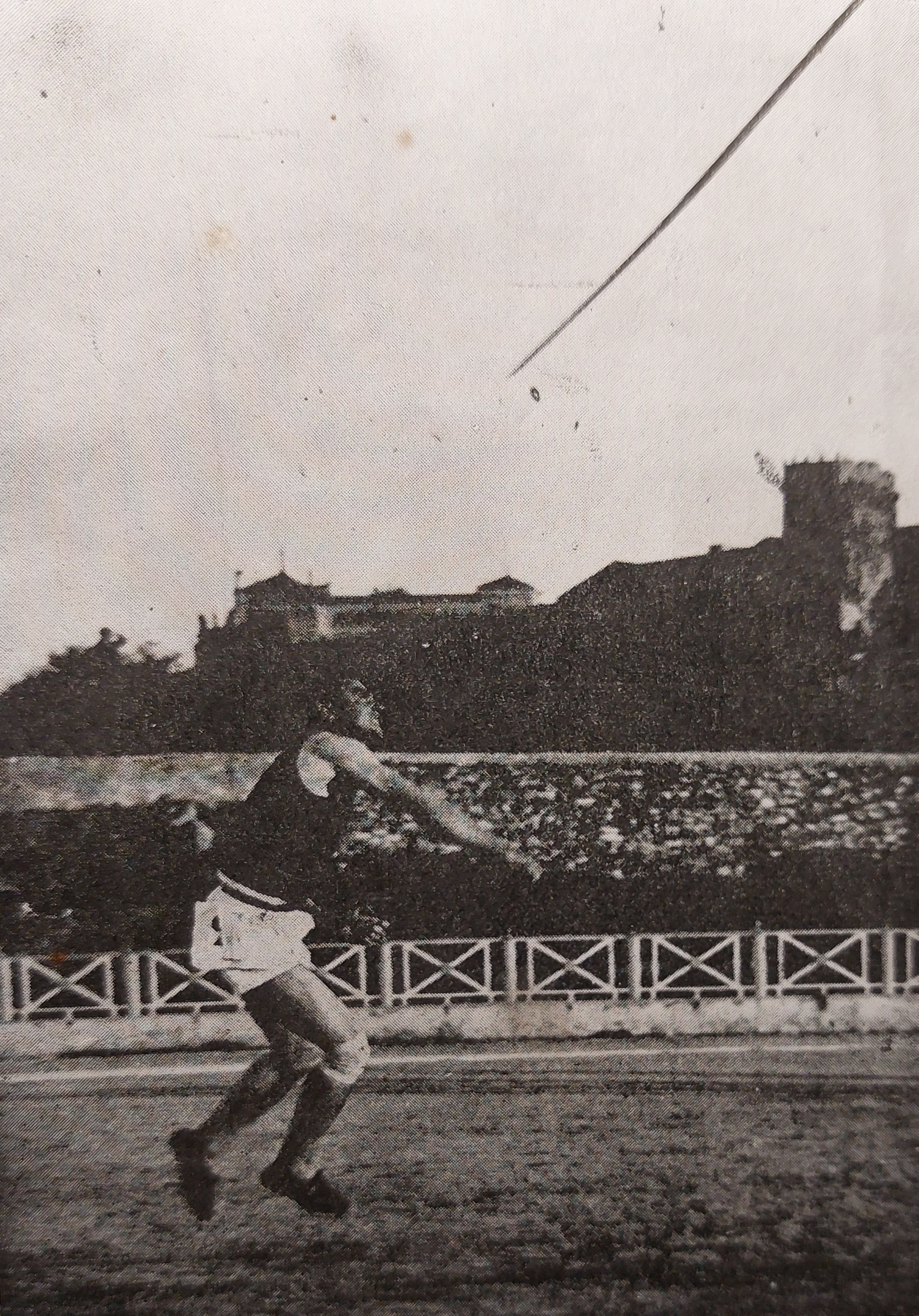
Josep Bru Alejandro fou campió català en llançament de pes els anys 1926 i 1927.

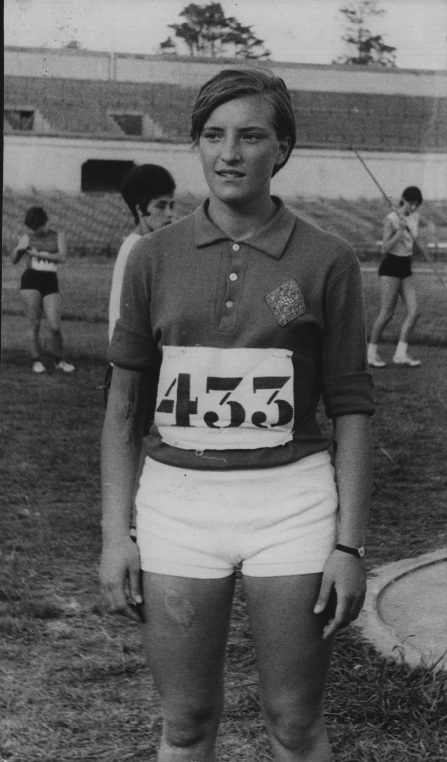
Anna Maria Molina de Haro fou campiona durant els anys seixanta i setanta.

El primer campió en categoria masculina fou l'atleta del Gimnàstic de Tarragona Josep Soler, l'any 1916. Un any més tard vencé Lucien Wetwiller del club Pompeia, i l'any 1918 el vencedor fou novament un atleta del Gimnàstic, Jaume Nin Fortuny. En categoria femenina les primeres sis edicions (1931-1936) foren guanyades per Anna Maria Tugas. Amb l'arribada del Franquisme les dones deixaren de competir en el campionat. Els anys 1947 i 1948, de forma aïllada, es disputaren proves femenines amb victòria de Denisse Huet del club Hispano Francès. A partir de 1961 es reprengué la prova femenina de forma definitiva.
Fins a l'any 2023 Irache Quintanal Franco és l'atleta més reeixida amb 18 campionats de Catalunya, seguida per Anna Maria Molina de Haro amb set triomfs i Anna Maria Tugas i Masachs amb sis títols. En categoria masculina Alfons Vidal-Quadras i Rosales guanyà el campionat en 12 ocasions, seguit per José Javier Ortega Rozalén amb 9 títols i Josep Agustí Camats Cabré i Eloi Rovira Campos amb 6.

## Historial
| Edició   | Data | Competició masculina                          | Competició masculina                          | Competició masculina                          | Competició femenina                   | Competició femenina                   | Competició femenina                   | refs.             |
| Edició   | Data | Campió                                        | Club                                          | Marca                                         | Campiona                              | Club                                  | Marca                                 | refs.             |
| -------- | ---- | --------------------------------------------- | --------------------------------------------- | --------------------------------------------- | ------------------------------------- | ------------------------------------- | ------------------------------------- | ----------------- |
| I        | 1916 | Josep Soler                                   | CG Tarragona                                  | 10.37                                         | la categoria femenina començà el 1931 | la categoria femenina començà el 1931 | la categoria femenina començà el 1931 | [ 2 ] [ 4 ] [ 5 ] |
| II       | 1917 | Lucien Wetwiller                              | SS Pompeia                                    | 10.80                                         | la categoria femenina començà el 1931 | la categoria femenina començà el 1931 | la categoria femenina començà el 1931 | [ 2 ] [ 6 ]       |
| III      | 1918 | Jaume Nin Fortuny                             | CG Tarragona                                  | 10.555                                        | la categoria femenina començà el 1931 | la categoria femenina començà el 1931 | la categoria femenina començà el 1931 | [ 2 ] [ 7 ]       |
| IV       | 1919 | la prova no es va poder disputar per la pluja | la prova no es va poder disputar per la pluja | la prova no es va poder disputar per la pluja | la categoria femenina començà el 1931 | la categoria femenina començà el 1931 | la categoria femenina començà el 1931 | [ 2 ]             |
| V        | 1920 | Jaume Nin Fortuny                             | CG Tarragona                                  | 10.97                                         | la categoria femenina començà el 1931 | la categoria femenina començà el 1931 | la categoria femenina començà el 1931 | [ 2 ] [ 8 ]       |
| -        | 1921 | no es disputà per la crisi federativa         | no es disputà per la crisi federativa         | no es disputà per la crisi federativa         | la categoria femenina començà el 1931 | la categoria femenina començà el 1931 | la categoria femenina començà el 1931 | [ 2 ]             |
| -        | 1922 | no es disputà per la crisi federativa         | no es disputà per la crisi federativa         | no es disputà per la crisi federativa         | la categoria femenina començà el 1931 | la categoria femenina començà el 1931 | la categoria femenina començà el 1931 | [ 2 ]             |
| VI       | 1923 | Jaume Nin Fortuny                             | CG Tarragona                                  | 10.69                                         | la categoria femenina començà el 1931 | la categoria femenina començà el 1931 | la categoria femenina començà el 1931 | [ 2 ] [ 9 ]       |
| VII      | 1924 | Jaume Nin Fortuny                             | CG Tarragona                                  | 11.86                                         | la categoria femenina començà el 1931 | la categoria femenina començà el 1931 | la categoria femenina començà el 1931 | [ 2 ] [ 10 ]      |
| VIII     | 1925 | Adolf Nubling                                 | SG Alemanya                                   | 11.07                                         | la categoria femenina començà el 1931 | la categoria femenina començà el 1931 | la categoria femenina començà el 1931 | [ 2 ]             |
| IX       | 1926 | Josep Bru Alejandro                           | CG Tarragona                                  | 9.25                                          | la categoria femenina començà el 1931 | la categoria femenina començà el 1931 | la categoria femenina començà el 1931 | [ 2 ]             |
| X        | 1927 | Josep Bru Alejandro                           | CG Tarragona                                  | 10.55                                         | la categoria femenina començà el 1931 | la categoria femenina començà el 1931 | la categoria femenina començà el 1931 | [ 2 ]             |
| XI       | 1928 | Marcel Lafitte                                | FC Barcelona                                  | 10.55                                         | la categoria femenina començà el 1931 | la categoria femenina començà el 1931 | la categoria femenina començà el 1931 | [ 2 ]             |
| XII      | 1929 | Willy Stoessel                                | RCD Espanyol                                  | 11.26                                         | la categoria femenina començà el 1931 | la categoria femenina començà el 1931 | la categoria femenina començà el 1931 | [ 2 ]             |
| XIII     | 1930 | Josep Tugas Masachs                           | FC Badalona                                   | 10.66                                         | la categoria femenina començà el 1931 | la categoria femenina començà el 1931 | la categoria femenina començà el 1931 | [ 2 ]             |
| XIV      | 1931 | Josep Tugas Masachs                           | FC Badalona                                   | 11.515                                        | Anna Maria Tugas                      | FC Badalona                           | 8.19                                  | [ 2 ]             |
| XV       | 1932 | Josep Badia Boluda                            | Ben Forjats                                   | 11.41                                         | Anna Maria Tugas                      | FC Badalona                           | 9.26                                  | [ 2 ]             |
| XVI      | 1933 | Josep Tugas Masachs                           | Badalona EC                                   | 11.36                                         | Anna Maria Tugas                      | Badalona EC                           | 8.91                                  | [ 2 ]             |
| XVII     | 1934 | Pere Ricart                                   | Júnior FC                                     | 12.06                                         | Anna Maria Tugas                      | Badalona EC                           | 8.26                                  | [ 2 ]             |
| XVIII    | 1935 | Melcior Serrahima                             | Júnior FC                                     | 11.93                                         | Anna Maria Tugas                      | Badalona EC                           | 9.33                                  | [ 2 ]             |
| XIX      | 1936 | Melcior Serrahima                             | Júnior FC                                     | 12.115                                        | Anna Maria Tugas                      | Palestra                              | 9.77                                  | [ 2 ]             |
| -        | 1937 | no es disputà per la Guerra Civil             | no es disputà per la Guerra Civil             | no es disputà per la Guerra Civil             | no es disputà per la Guerra Civil     | no es disputà per la Guerra Civil     | no es disputà per la Guerra Civil     |                   |
| -        | 1938 | no es disputà per la Guerra Civil             | no es disputà per la Guerra Civil             | no es disputà per la Guerra Civil             | no es disputà per la Guerra Civil     | no es disputà per la Guerra Civil     | no es disputà per la Guerra Civil     |                   |
| -        | 1939 | no es disputà per la Guerra Civil             | no es disputà per la Guerra Civil             | no es disputà per la Guerra Civil             | no es disputà per la Guerra Civil     | no es disputà per la Guerra Civil     | no es disputà per la Guerra Civil     |                   |
| XX       | 1940 | Ernest Pons                                   | CE Laietània                                  | 11.50                                         | N/D                                   | N/D                                   | N/D                                   | [ 2 ]             |
| XXI      | 1941 | Joan Ram. Gimeno Puig                         | FC Barcelona                                  | 11.73                                         | N/D                                   | N/D                                   | N/D                                   | [ 2 ]             |
| XXII     | 1942 | Joan Ram. Gimeno Puig                         | FC Barcelona                                  | 11.815                                        | N/D                                   | N/D                                   | N/D                                   | [ 2 ]             |
| XXIII    | 1943 | Joan Ram. Gimeno Puig                         | RCD Espanyol                                  | 11.88                                         | N/D                                   | N/D                                   | N/D                                   | [ 2 ]             |
| XXIV     | 1944 | Joan Ram. Gimeno Puig                         | RCD Espanyol                                  | 11.88                                         | N/D                                   | N/D                                   | N/D                                   | [ 2 ]             |
| XXV      | 1945 | Joan Ram. Gimeno Puig                         | CN Sitges                                     | 13.01                                         | N/D                                   | N/D                                   | N/D                                   | [ 2 ]             |
| XXVI     | 1946 | Emili Mora Sabrià                             | GEiEG                                         | 10.975                                        | N/D                                   | N/D                                   | N/D                                   | [ 2 ]             |
| XXVII    | 1947 | Joaquim Massa Arenas                          | CN Barcelona                                  | 11.43                                         | Denisse Huet                          | CE Hispano Francès                    | 6.71                                  | [ 2 ]             |
| XXVIII   | 1948 | Bonaventura Cardó                             | FJ Calella                                    | 11.18                                         | Denisse Huet                          | CE Hispano Francès                    | 7.44                                  | [ 2 ]             |
| XXIX     | 1949 | Antoni Foz Llaveria                           | CN Reus Ploms                                 | 12.08                                         | N/D                                   | N/D                                   | N/D                                   | [ 2 ]             |
| XXX      | 1950 | Antoni Foz Llaveria                           | CN Reus Ploms                                 | 12.22                                         | N/D                                   | N/D                                   | N/D                                   | [ 2 ]             |
| XXXI     | 1951 | Antoni Foz Llaveria                           | CN Reus Ploms                                 | 12.73                                         | N/D                                   | N/D                                   | N/D                                   | [ 2 ]             |
| XXXII    | 1952 | Antoni Foz Llaveria                           | CN Reus Ploms                                 | 12.94                                         | N/D                                   | N/D                                   | N/D                                   | [ 2 ]             |
| XXXIII   | 1953 | Antoni Foz Llaveria                           | CN Reus Ploms                                 | 12.33                                         | N/D                                   | N/D                                   | N/D                                   | [ 2 ]             |
| XXXIV    | 1954 | Alfons Vidal-Quadras                          | CN Barcelona                                  | 12.96                                         | N/D                                   | N/D                                   | N/D                                   | [ 2 ]             |
| XXXV     | 1955 | Alfons Vidal-Quadras                          | CN Barcelona                                  | 13.24                                         | N/D                                   | N/D                                   | N/D                                   | [ 2 ]             |
| XXXVI    | 1956 | Alfons Vidal-Quadras                          | CN Barcelona                                  | 13.81                                         | N/D                                   | N/D                                   | N/D                                   | [ 2 ]             |
| XXXVII   | 1957 | Sven Nord                                     | CN Barcelona                                  | 14.01                                         | N/D                                   | N/D                                   | N/D                                   | [ 2 ]             |
| XXXVIII  | 1958 | Alfons Vidal-Quadras                          | CN Barcelona                                  | 14.57                                         | N/D                                   | N/D                                   | N/D                                   | [ 2 ]             |
| XXXIX    | 1959 | Alfons Vidal-Quadras                          | CN Barcelona                                  | 13.82                                         | N/D                                   | N/D                                   | N/D                                   | [ 2 ]             |
| XL       | 1960 | Alfons Vidal-Quadras                          | CN Barcelona                                  | 12.24                                         | N/D                                   | N/D                                   | N/D                                   | [ 2 ]             |
| XLI      | 1961 | Alfons Vidal-Quadras                          | CN Barcelona                                  | 14.36                                         | Maruja Cabal                          | CE Hispano Francès                    | 8.25                                  | [ 2 ]             |
| XLII     | 1962 | Antonio Lamua Duaso                           | FC Barcelona                                  | 15.63                                         | Maruja Cabal                          | CE Hispano Francès                    | 9.40                                  | [ 2 ]             |
| XLIII    | 1963 | Alfons Vidal-Quadras                          | CN Barcelona                                  | 15.90                                         | Hortènsia Bayarri                     | JA Barcelona                          | 8.61                                  | [ 2 ]             |
| XLIV     | 1964 | Alfons Vidal-Quadras                          | CN Barcelona                                  | 15.37                                         | Hortènsia Bayarri                     | FC Barcelona                          | 9.07                                  | [ 2 ] [ 11 ]      |
| XLV      | 1965 | Alfons Vidal-Quadras                          | CN Barcelona                                  | 14.00                                         | Hortènsia Bayarri                     | FC Barcelona                          | 9.66                                  | [ 2 ]             |
| XLVI     | 1966 | Alfons Vidal-Quadras                          | CN Barcelona                                  | 15.11                                         | Teresa Saló Oliveras                  | GEiEG                                 | 10.15                                 | [ 2 ]             |
| XLVII    | 1967 | Alfons Vidal-Quadras                          | CN Barcelona                                  | 14.82                                         | Anna Maria Molina                     | GEiEG                                 | 10.42                                 | [ 2 ]             |
| XLVIII   | 1968 | Arturo Ruf                                    | CN Barcelona                                  | 14.44                                         | Anna Maria Molina                     | GEiEG                                 | 11.04                                 | [ 2 ]             |
| XLIX     | 1969 | Ferran Altés Fajula                           | FC Barcelona                                  | 13.94                                         | Anna Maria Molina                     | GEiEG                                 | 11.72                                 | [ 2 ]             |
| L        | 1970 | Ferran Altés Fajula                           | FC Barcelona                                  | 13.38                                         | Teresa Saló Oliveras                  | GEiEG                                 | 10.16                                 | [ 2 ]             |
| LI       | 1971 | Ferran Altés Fajula                           | FC Barcelona                                  | 13.53                                         | Anna Maria Molina                     | GEiEG                                 | 13.01                                 | [ 2 ]             |
| LII      | 1972 | Antoni Fibla Pellicer                         | FC Barcelona                                  | 13.82                                         | Isabel Pujabet Riba                   | CA Igualada                           | 10.15                                 | [ 2 ]             |
| LIII     | 1973 | Antoni Fibla Pellicer                         | FC Barcelona                                  | 13.80                                         | Encarna Gambús                        | CE Universitari                       | 11.04                                 | [ 2 ]             |
| LIV      | 1974 | Alberto Rey Rodríguez                         | CN Barcelona                                  | 13.91                                         | Anna Maria Molina                     | GEiEG                                 | 13.50                                 | [ 2 ]             |
| LV       | 1975 | Alberto Rey Rodríguez                         | CN Barcelona                                  | 14.14                                         | Anna Maria Molina                     | GEiEG                                 | 13.18                                 | [ 2 ]             |
| LVI      | 1976 | Alberto Rey Rodríguez                         | CN Barcelona                                  | 13.95                                         | Anna Maria Molina                     | GEiEG                                 | 13.70                                 | [ 2 ]             |
| LVII     | 1977 | Joan Briceño Serra                            | GEiEG                                         | 15.68                                         | Encarna Gambús                        | CE Universitari                       | 12.00                                 | [ 2 ]             |
| LVIII    | 1978 | Juan Ruiz Gracia                              | PPCD Vilanova                                 | 15.20                                         | Lourdes Rossinyol                     | CA Manresa                            | 11.86                                 | [ 2 ]             |
| LIX      | 1979 | Juan Ruiz Gracia                              | PPCD Vilanova                                 | 14.80                                         | Carme Garcia Borda                    | CG Barcelonès                         | 11.72                                 | [ 2 ]             |
| LX       | 1980 | Joan Briceño Serra                            | FC Barcelona                                  | 15.74                                         | Rosa Madonar Serrano                  | CG Barcelonès                         | 11.26                                 | [ 2 ]             |
| LXI      | 1981 | Joan Briceño Serra                            | FC Barcelona                                  | 14.50                                         | Rosa Madonar Serrano                  | CG Barcelonès                         | 11.64                                 | [ 2 ]             |
| LXII     | 1982 | Juan Ruiz Gracia                              | PPCD Vilanova                                 | 14.77                                         | Serafina Solé Piddy                   | CG Tarragona                          | 12.58                                 | [ 2 ]             |
| LXIII    | 1983 | Juan Ruiz Gracia                              | PPCD Vilanova                                 | 14.60                                         | Serafina Solé Piddy                   | CG Tarragona                          | 12.31                                 | [ 2 ]             |
| LXIV     | 1984 | Juan Ruiz Gracia                              | CA Vilanova                                   | 15.50                                         | Encarna Gambús                        | FC Barcelona                          | 12.37                                 | [ 2 ]             |
| LXV      | 1985 | Ricard Ballbé Sendra                          | CG Barcelonès                                 | 16.21                                         | Blanca Albà Pujol                     | CA Vilanova                           | 11.62                                 | [ 2 ]             |
| LXVI     | 1986 | Ricard Ballbé Sendra                          | FC Barcelona                                  | 15.30                                         | Enriqueta Díaz Sánchez                | CN Barcelona                          | 14.06                                 | [ 2 ]             |
| LXVII    | 1987 | Luis Lizaso Sainz                             | FC Barcelona                                  | 15.54                                         | Blanca Albà Pujol                     | CA Vilanova                           | 12.83                                 | [ 2 ]             |
| LXVIII   | 1988 | Joan Briceño Serra                            | FC Barcelona                                  | 15.80                                         | Blanca Albà Pujol                     | CA Vilanova                           | 13.76                                 | [ 2 ]             |
| LXIX     | 1989 | Josep Agustí Camats                           | CG Barcelonès                                 | 14.94                                         | Susana Regüela Sáez                   | FC Barcelona                          | 12.95                                 | [ 2 ]             |
| LXX      | 1990 | Sergi Moliner Ribelles                        | CN Barcelona                                  | 15.92                                         | Blanca Albà Pujol                     | CG Barcelonès                         | 13.25                                 | [ 2 ]             |
| LXXI     | 1991 | Miquel Pradeda                                | CN Montjuïc                                   | 15.07                                         | Susana Regüela Sáez                   | FC Barcelona                          | 14.03                                 | [ 2 ]             |
| LXXII    | 1992 | Josep Agustí Camats                           | FC Barcelona                                  | 15.70                                         | Susana Regüela Sáez                   | FC Barcelona                          | 14.15                                 | [ 2 ]             |
| LXXIII   | 1993 | Miquel Pradeda                                | CN Montjuïc                                   | 14.98                                         | Gemma Huerta Mañé                     | CGB-L'Hospitalet                      | 14.15                                 | [ 2 ]             |
| LXXIV    | 1994 | Carles Geronés Sierra                         | FC Barcelona                                  | 16.10                                         | Gemma Huerta Mañé                     | FC Barcelona                          | 14.31                                 | [ 2 ]             |
| LXXV     | 1995 | Josep Agustí Camats                           | FC Barcelona                                  | 15.26                                         | Núria Pérez                           | CN Reus Ploms                         | 13.02                                 | [ 2 ]             |
| LXXVI    | 1996 | Josep Agustí Camats                           | FC Barcelona                                  | 16.08                                         | Irache Quintanal                      | CN Reus Ploms                         | 13.75                                 | [ 2 ]             |
| LXXVII   | 1997 | Josep Agustí Camats                           | FC Barcelona                                  | 16.10                                         | Irache Quintanal                      | CN Reus Ploms                         | 14.28                                 | [ 2 ]             |
| LXXVIII  | 1998 | Josep Agustí Camats                           | FC Barcelona                                  | 16.09                                         | Irache Quintanal                      | Transports T2                         | 15.01                                 | [ 2 ]             |
| LXXIX    | 1999 | Albert Segués                                 | AA Catalunya                                  | 15.91                                         | Núria Pérez                           | Transports T2                         | 13.36                                 | [ 2 ]             |
| LXXX     | 2000 | Albert Segués                                 | AAC-UBAE                                      | 16.01                                         | Irache Quintanal                      | FC Barcelona                          | 14.47                                 | [ 2 ]             |
| LXXXI    | 2001 | Ivan Tirado Chaves                            | Integra 2                                     | 15.99                                         | Irache Quintanal                      | FC Barcelona                          | 15.74                                 | [ 2 ]             |
| LXXXII   | 2002 | Eloi Rovira Campos                            | FC Barcelona                                  | 16.72                                         | Irache Quintanal                      | FC Barcelona                          | 15.69                                 | [ 2 ]             |
| LXXXIII  | 2003 | Carles Geronés Sierra                         | Integra 2                                     | 16.65                                         | Irache Quintanal                      | FC Barcelona                          | 16.35                                 | [ 2 ]             |
| LXXXIV   | 2004 | Eloi Rovira Campos                            | FC Barcelona                                  | 16.63                                         | Irache Quintanal                      | FC Barcelona                          | 16.65                                 | [ 2 ]             |
| LXXXV    | 2005 | Eloi Rovira Campos                            | FC Barcelona                                  | 17.39                                         | Irache Quintanal                      | FC Barcelona                          | 15.04                                 | [ 2 ]             |
| LXXXVI   | 2006 | Carles Geronés Sierra                         | Girona CB-CAP                                 | 17.70                                         | Irache Quintanal                      | FC Barcelona                          | 16.24                                 | [ 2 ]             |
| LXXXVII  | 2007 | Eloi Rovira Campos                            | FC Barcelona                                  | 16.98                                         | Irache Quintanal                      | FC Barcelona                          | 17.30                                 | [ 2 ]             |
| LXXXVIII | 2008 | Eloi Rovira Campos                            | FC Barcelona                                  | 17.45                                         | Irache Quintanal                      | FC Barcelona                          | 16.37                                 | [ 2 ]             |
| LXXXIX   | 2009 | Carles Geronés Sierra                         | AA Catalunya                                  | 16.95                                         | Irache Quintanal                      | FC Barcelona                          | 15.53                                 | [ 2 ]             |
| XC       | 2010 | Eloi Rovira Campos                            | FC Barcelona                                  | 17.51                                         | Irache Quintanal                      | FC Barcelona                          | 16.29                                 | [ 2 ]             |
| XCI      | 2011 | Daniel López Suárez                           | AA Catalunya                                  | 17.03                                         | Irache Quintanal                      | València TiM                          | 15.84                                 | [ 2 ]             |
| XCII     | 2012 | José Javier Ortega                            | FC Barcelona                                  | 17.91                                         | Irache Quintanal                      | València TiM                          | 14.11                                 | [ 2 ]             |
| XCIII    | 2013 | José Javier Ortega                            | FC Barcelona                                  | 17.51                                         | Irache Quintanal                      | València TiM                          | 14.80                                 | [ 2 ]             |
| XCIV     | 2014 | José Javier Ortega                            | FC Barcelona                                  | 17.17                                         | Haja Gerewu Griñó                     | FC Barcelona                          | 14.24                                 | [ 2 ]             |
| XCV      | 2015 | José Javier Ortega                            | FC Barcelona                                  | 17.23                                         | Haja Gerewu Griñó                     | FC Barcelona                          | 14.01                                 | [ 2 ]             |
| XCVI     | 2016 | Daniel Martínez Cascales                      | FC Barcelona                                  | 16.28                                         | Laura Redondo Mora                    | FC Barcelona                          | 13.18                                 | [ 2 ]             |
| XCVII    | 2017 | Daniel Martínez Cascales                      | FC Barcelona                                  | 16.59                                         | Irache Quintanal                      | València Esports                      | 13.33                                 | [ 2 ]             |
| XCVIII   | 2018 | José Javier Ortega                            | FC Barcelona                                  | 16.40                                         | Clara Remacha Corbalán                | FC Barcelona                          | 12.00                                 | [ 2 ]             |
| XCIX     | 2019 | José Javier Ortega                            | FC Barcelona                                  | 16.50                                         | Anna Ruiz Verdaguer                   | ISS-L'Hospitalet                      | 12.06                                 | [ 2 ]             |
| C        | 2020 | José Javier Ortega                            | FC Barcelona                                  | 16.68                                         | Laura Redondo Mora                    | FC Barcelona                          | 11.96                                 | [ 2 ]             |
| CI       | 2021 | José Javier Ortega                            | FC Barcelona                                  | 16.78                                         | Anna Ruiz Verdaguer                   | L'Hospitalet At.                      | 11.93                                 | [ 2 ]             |
| CII      | 2022 | José Javier Ortega                            | FC Barcelona                                  | 16.83                                         | Daniela Fernández de Haro             | València CA                           | 11.94                                 | [ 2 ]             |
| CIII     | 2023 | Aaron Solà Sanjuan                            | AA Catalunya                                  | 16.56                                         | Daniela Fernández de Haro             | València CA                           | 13.88                                 | [ 2 ]             |
| CIV      | 2024 | Aaron Solà Sanjuan                            | AA Catalunya                                  | 15.99                                         | Daniela Fernández de Haro             | València CA                           | 12.57                                 | [ 2 ]             |

1. ↑  Societat Gimnàstica Alemanya de Barcelona.
2. ↑  Penya Ben Forjats de Valls.
3. ↑   Girona Costa Brava - Club Atlètic Palafrugell.